# Portrait de Francesco delle Opere

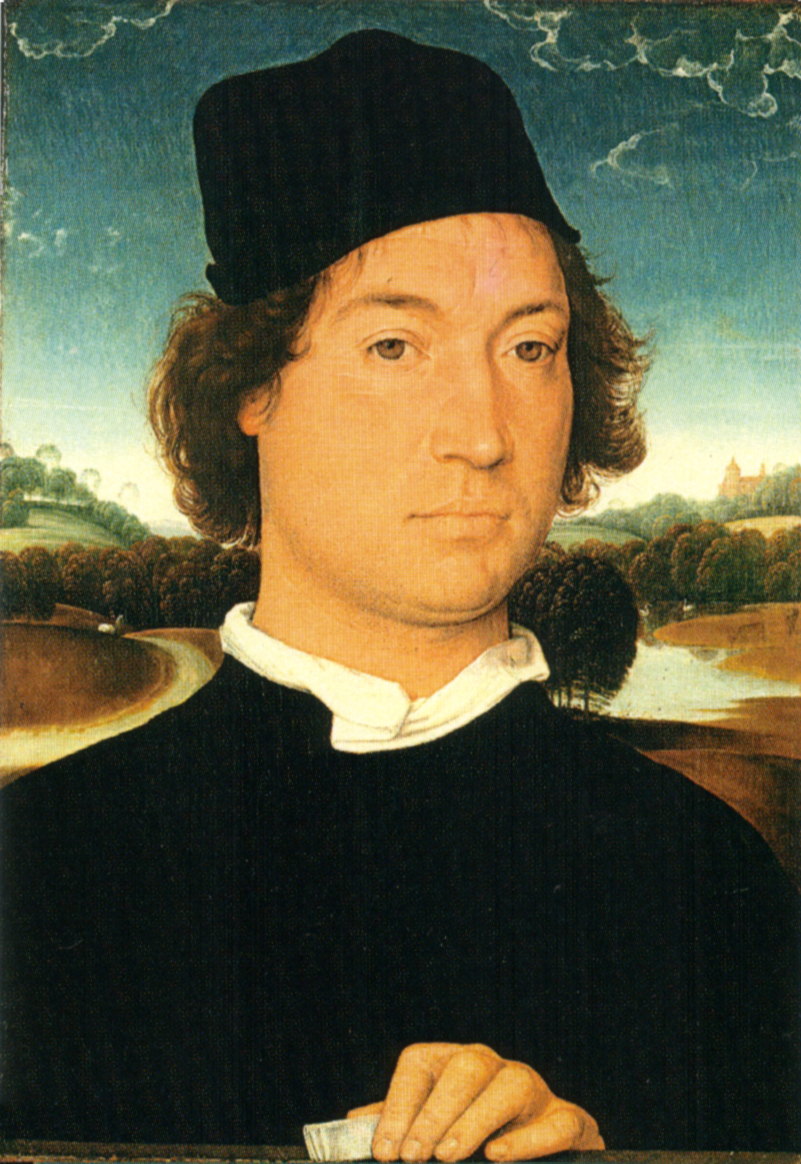
Homme tenant une lettre de Hans Memling (1480).

Le portrait de Francesco delle Opere (en italien : Ritratto di Francesco delle Opere) est une peinture du Pérugin, une huile sur bois (52 × 44 cm) (1494), conservée à la Galerie des Offices à Florence.

## Histoire
L'œuvre est mentionnée pour la première fois dans l'inventaire de la collection du cardinal Léopold de Médicis, comme œuvre de « Raffaello seconda maniera » (« Raphaël seconde manière »).
Au XXe siècle, la peinture est attribuée au Pérugin et à Jacopo Francia, puis de nouveau au Pérugin par Antonio Ramirez de Montalvo, qui découvrit une écriture sur l'envers du panneau, en en déchiffrant seulement une partie.
Actuellement l'écriture est lue comme suit : 1494 DI LVGLIO PIETRO PERVGINO PINSE FRANC[ESC]O DEL LOPRE PEYNAGA.
Pendant un temps, la peinture a été considérée comme un autoportrait de l'artiste. En effet, quand en 1883 l'œuvre parvint à la galerie florentine, elle fut exposée dans la galerie des autoportraits du Corridor de Vasari.
Le tableau provenait du Palais Pitti où il était arrivé en 1799 en provenance de la « garde-robe médicéenne ».
Ce n'est qu'en 1881 que l'inscription fut correctement transcrite, reconnaissant l'effigie de Francesco delle Opere (mort en 1516), Tailleur de pierres précieuses et ami du Pérugin, frère du plus célèbre Giovanni delle Opere, dit Giovanni delle Corniole.

## Description
Francesco delle Opere, artisan aisé florentin de la fin du XVe siècle est représenté en buste tourné des trois-quarts vers la gauche, coiffé d'un béret noir au dessus d'une dense chevelure frisée, une cape de la même couleur, une veste rouge ouverte sur le devant et maintenue par des lacets ainsi qu'une chemise blanche comme sous-vêtement.
À la main il tient un rouleau de papier sur lequel apparaît le texte « Timete Devm », début d'un célèbre sermon de Savonarole qui éclaire du contexte religieux et historique de l'époque où l'œuvre a été réalisée.
Les mains de Francesco delle Opere sont appuyées sur un hypothétique parapet qui coïncide avec le bord inférieur de la peinture, reprenant l'exemple des peintres flamands de l'époque comme l'Homme tenant une lettre de Hans Memling.
Le personnage est caractérisé par un rendu psychologique, mélancolique et absorbé, avec une mise en évidence des caractéristiques de rigueur morales et de fermeté de caractère, accentuée par le torse du personnage légèrement bombé.

## Analyse
Le portrait fait transparaître une certaine intensité expressive, avec une forte individuation physionomiste, en faisant ressortir certaines particularités : nez très prononcé, lèvres fines, petit menton, cheveux crépus.
La peinture est un exemple typique de la technique du Pérugin dans l'art du portrait, capable de rendre une grande intensité physiognomonique et psychologique, très différente des personnages idéalisés, fantaisistes ou au regard absent d'autres compositions.
De nombreux détails sont représentés avec une extrême précision, démontrant la présence d'une influence flamande.
Le jeu d'ombres et lumières est rendu par un très fin tracé à la pointe de pinceau.
L'arrière-plan qui possède aussi des traits communs avec l'œuvre de Memling, comme sur la gauche, une ville fortifiée avec de hautes tours couronnées à pointe, ainsi que les douces collines, sans aspérités, pointillées de frêles et feuillus arbrisseaux, typiques de l'école ombrienne s'estompent dans le lointain selon les règles de la perspective atmosphérique, qui en dilate et accentue la profondeur.
Comme caractéristique artistique de ces années, l'arrière-plan comporte un lac, dont les eaux azur sont en parfaite harmonie avec la verdure des collines, le bleu du ciel et des montagnes dans le lointain, voilées par la brume.

## Sources
- (it) Cet article est partiellement ou en totalité issu de l’article de Wikipédia en italien intitulé « Ritratto di Francesco delle Opere » (voir la liste des auteurs).